# Caroline Kastor
Caroline Allison Kastor (* 12. Oktober 1991 in Wichita, Kansas) ist eine ehemalige US-amerikanische Fußballspielerin, die von 2015 bis 2016 für den FC Kansas City in der National Women’s Soccer League spielte.

## Karriere
Während ihres Studiums an der University of Kansas lief Kastor von 2010 bis 2013 für das dortige Hochschulteam der Kansas Jayhawks auf. Ende April 2015 wurde sie zusammen mit Meghan Lisenby in das Aufgebot des FC Kansas City berufen und debütierte am 2. Mai bei einem 2:0-Auswärtssieg gegen die Houston Dash als Einwechselspielerin für Shea Groom. Mit Kansas City gewann Kastor im Jahr 2015 die Meisterschaft in der NWSL, ein Jahr darauf wurde der Einzug in die Play-offs verpasst. Noch vor Saisonbeginn 2017 beendete sie ihre Karriere.

## Erfolge
- 2015: Meister der NWSL (FC Kansas City)